# Linas Kleiza

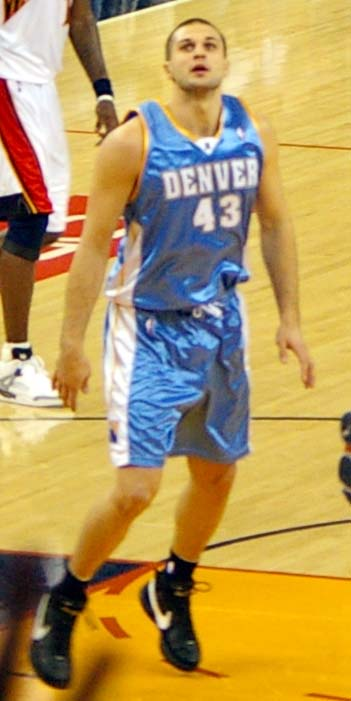
Linas Kleiza w 2007 roku, jako zawodnik Nuggets.

Linas Kleiza (ur. 3 stycznia 1985 w Kownie) – litewski koszykarz występujący na pozycji skrzydłowego, aktualnie wiceprezes i dyrektor sportowy klubu Lietuvos Rytas Wilno.
Mierzący 203 cm wzrostu koszykarz jako młody chłopak wyjechał razem z rodzicami do Stanów Zjednoczonych, gdzie ukończył szkołę średnią i studiował na University of Missouri–Columbia. Do NBA został wybrany z 27 numerem w drafcie 2005 przez Portland Trail Blazers, jednak natychmiast został oddany do Denver Nuggets. Kleiza zdecydował się na powrót do NBA. W sezonach 2010–2013 reprezentował barwy Toronto Raptors.
W roku 2017 dołączył do wileńskiego klubu Lietuvos Rytas jako dyrektor sportowy.
Jest członkiem litewskiej reprezentacji. Brał z nią udział w mistrzostwach świata 2006, Mistrzostwach Świata Mężczyzn 2010, Eurobaskecie 2009 oraz zdobył brązowy medal ME 07.

## Osiągnięcia
na podstawie, o ile nie zaznaczono inaczej.

### NCAA
- Zaliczony do:
  - I składu turnieju Big 12 (2005)
  - składu honorable mention All-Big 12 (2005)

### Drużynowe
- Mistrz Turcji (2014)
- Wicemistrz:
  - Euroligi (2010)
  - Grecji (2010)
- Zdobywca Pucharu:
  - Grecji (2010)
  - Prezydenta Turcji (2013)
- Finalista Pucharu Włoch (2015)

### Indywidualne
- Laureat Alphonso Ford Trophy (2010)
- Zaliczony do:
  - I składu Euroligi (2010)
  - II składu najlepszych zawodników letniej ligi NBA (2005)
- Koszykarz roku Litwy (2009, 2010)
- Sportowiec roku Litwy (2010)
- Lider strzelców Euroligi (2010)

### Reprezentacja

#### Drużynowe
Seniorów
- Wicemistrz Europy (2013)
- Brązowy medalista mistrzostw:
  - świata (2010)
  - Europy (2007)
- Uczestnik:
  - mistrzostw:
    - świata (2006 – 7. miejsce, 2010)
    - Europy (2007, 2009 – 11. miejsce, 2013)

  - igrzysk olimpijskich (2008 – 4. miejsce, 2012 – 8. miejsce)

Młodzieżowe
- Wicemistrz świata U–19 (2003)
- Brązowy medalista mistrzostw Europy U–20 (2004)

#### Indywidualne
- Zaliczony do składów najlepszych zawodników mistrzostw:
  - świata (2010)
  - Europy (2013)
- Lider:
  - strzelców mistrzostw:
    - świata U–19 (2003)[4]
    - Europy U–16 (2001)

  - Eurobasketu U–16 w zbiórkach (2001)

## Odznaczenia
- Krzyż Komandorski Orderu Wielkiego Księcia Giedymina – 2010[5]
- Krzyż Komandorski Orderu „Za Zasługi dla Litwy” – 2007[5]